# Thượng Lâm, Tuyên Quang
Thượng Lâm là một xã thuộc tỉnh Tuyên Quang, Việt Nam.

## Địa lý
Xã Thượng Lâm nằm ở phía đông huyện Lâm Bình, có vị trí địa lý:
- Phía đông và phía nam giáp huyện Na Hang
- Phía tây giáp thị trấn Lăng Can và xã Khuôn Hà
- Phía bắc giáp xã Khuôn Hà và huyện Na Hang.

Xã có diện tích 129,78 km², dân số năm 2011 là 5.129 người, mật độ dân số đạt 40 người/km².

## Hành chính
Xã Thượng Lâm được chia thành các thôn xóm: Nà Liềm, Nà Bản, Bản Bó, Nà Ta, Nà Lung, Khao Đao, Nà Va, Nà Tông, Nà Thuôn, Nà Đông, Nà Lầu, Bản Chợ, Cốc Phát và Khun Hon.

## Lịch sử
Trước đây, xã Thượng Lâm thuộc huyện Na Hang.
Ngày 25 tháng 1 năm 2006, Chính phủ ban hành Nghị định số 14/2006/NĐ-CP. Theo đó, điều chỉnh 5.946 ha diện tích tự nhiên của xã Xuân Tiến vừa giải thể, 3.048 ha diện tích tự nhiên và 545 người của xã Trùng Khánh vừa giải thể về xã Thượng Lâm quản lý.
Sau khi điều chỉnh, xã Thượng Lâm có 14.256 ha diện tích tự nhiên và 4.305 người.
Ngày 28 tháng 1 năm 2011, Chính phủ ban hành Nghị quyết số 07/NQ-CP. Theo đó, chuyển toàn bộ 12.977,80 ha diện tích tự nhiên và 5.129 người của xã Thượng Lâm về huyện Lâm Bình mới thành lập.